# EPPO-code
De EPPO-code, voorheen bekend als de Bayer-code, is een identificatiecode die wordt gebruikt door de European and Mediterranean Plant Protection Organization (EPPO), in een systeem dat is ontworpen om organismen die belangrijk zijn voor de landbouw en gewasbescherming - namelijk planten, plagen en ziekteverwekkers - op unieke wijze te identificeren. Hoewel oorspronkelijk gecreëerd door Bayer AG, wordt de officiële lijst met codes sinds 1996 onderhouden door EPPO.

## Samenstelling
Een EPPO-code bestaat uit 5 of 6 letters. De codes hebben voornamelijk betrekking op taxa ('taxonomische codes'), maar ook op andere entiteiten zoals gewasgroepen ('niet-taxonomische codes').
Voor gecultiveerde en wilde plantensoorten (inclusief onkruid) worden
5 letters gebruikt: 3 tekensgeslacht) + 2 (soort)
Voor plagen en ziekteverwekkers gebruikt men 6 letters: 4 (geslacht) + 2 (soort)

## Beheer
EPPO-codes worden onderhouden door het EPPO-secretariaat. Als een code eenmaal is vergeven, dan wordt deze nooit meer verwijderd of herbruikt voor een andere biologische entiteit. Iedere biologische entiteit heeft precies één unieke code.
In 2021 zaten er meer dan 90.400 soorten in de database, waarvan het merendeel (54.100) planten, 26.000 dieren en 11.500 micro-organismen.
De hele database met EPPO-codes en de bijbehorende namen is onder een open data-licentie beschikbaar.